# Burg Gutenberg
Burg Gutenberg är en borg på en kulle i centrala Balzers i Liechtenstein.
Borgen byggdes någon gång under 1100-talet och namnet är känt sedan 1263. Den har varit i praktisk användning, som fästning. Under 1200-talet var borgen i händerna på Frauenbergarna men övertogs 1314 av Habsburg. Under ett krig på 1440-talet, Alter Zürichkrieg stacks den i brand, men återuppbyggdes och förstärktes. Under Schwabiska kriget belägrades borgen, men överlevde tillsammans med sin ägare Maximilian. Slottet brann 1795 varefter ortsbefolkningen började plundra den på byggnadsmaterial. Detta pågick till 1905 då borgen förvärvades av Egon Rheinberger som började en 
återuppbyggnad och utvidgning som var klar 1912, men visade sig vara dyr. Borgen såldes 1946 till Hermine Kindle de Contreras-Torres († 2001) och Miguel de Contreras-Torres. År 1979 övertogs den av Liechtensteinska staten men de forna ägarna bodde kvar till sin död. 1982 byggdes en kyrka i borgen.
Der letzte Gutenberger (1925) och Wilhelm Tell (1933) är exempel på filmer som spelats i Burg Gutenberg.